# Administración pública

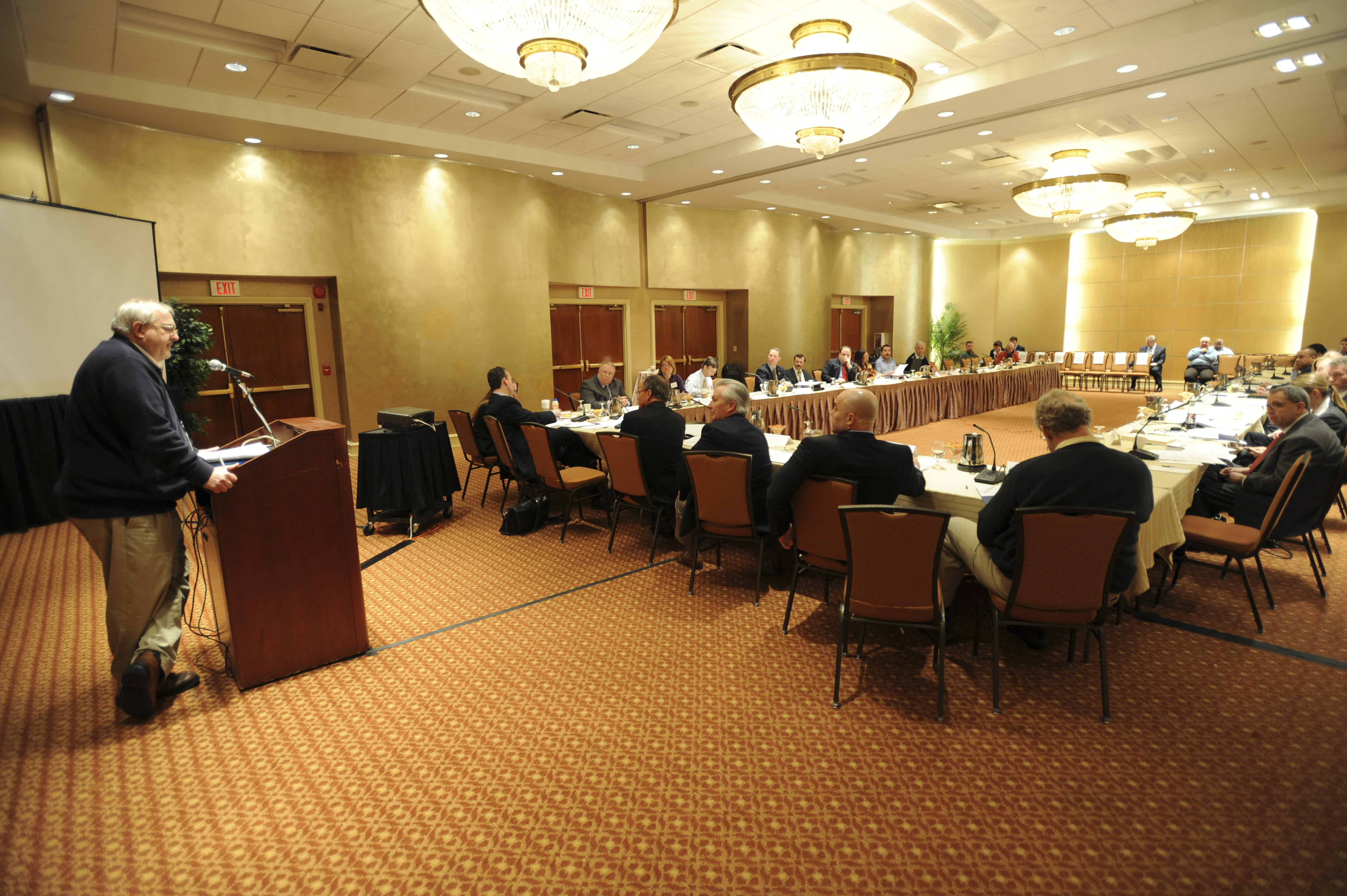
Administración pública

La Administración pública es un sistema que comprende el conjunto de comunicaciones y actividades del Estado y de las organizaciones públicas (estatales o no estatales), orientadas a los asuntos públicos mediante la función administrativa y de gestión del Estado y de otros entes públicos con personalidad jurídica, ya sean del ámbito nacional, regional o local.
En términos estrictamente académicos, la Administración pública es la encargada de poner en contacto directo a la ciudadanía con el poder político mediante la figura de los servidores públicos «satisfaciendo» los intereses colectivos de forma inmediata, por contraste con los poderes legislativo y judicial que lo hacen de forma mediata. Dada la manera en la cual la Administración Pública se relaciona con la ciudadanía y la dinámica gubernamental a la que está sujeta, se trata, entonces, de una rama de la Ciencia Política; es por ello que la Administración Pública es, tradicionalmente, estudiada dentro de dicha ciencia social.
Se encuentra principalmente regulada por el poder ejecutivo y los organismos que están en contacto permanente con el mismo. Por excepción, algunas dependencias del poder legislativo integran la noción de «Administración pública» (como las empresas estatales), a la vez que pueden existir juegos de «Administración general» en los otros cuatro poderes o en organismos estatales que pueden depender de alguno.
La Administración comprende el conjunto de comunicaciones con el gobierno público de la ciudad, la forma en la cual la administración pública se relaciona con la ciudadanía y la dinámica gubernamental a la que esta sujeta de cambios.
La noción alcanza a los maestros y demás trabajadores de la educación pública, así como a los profesionales de los centros estatales de salud, la policía, las fuerzas armadas, el servicio de parques nacionales y el servicio postal. En un concepto más amplio, se puede considerar administración pública a todo sector o entidad que genera o recibe sus recursos de alguna fuente de financiamiento del estado. Se discute, en cambio, si la integran los servicios públicos prestados por organizaciones privadas con habilitación del Estado. El concepto no alcanza a las entidades estatales que realizan la función legislativa ni la función judicial del Estado.

## Origen y alcances del término
La palabra administrar proviene del latín ad-ministrare,"ad" (ir, hacia) y "ministrare" ("servir", "cuidar") y tiene relación con la actividad de los ministros romanos en la antigüedad.
No obstante, el concepto de Administración pública puede entenderse desde dos puntos de vista. Desde un punto de vista formal, se entiende a la entidad que administra, es decir, al organismo público que ha recibido del poder político la competencia y los medios necesarios para la satisfacción de los intereses generales. Desde un punto de vista material, se entiende más bien la actividad administrativa, o sea, la actividad de este organismo considerado en sus problemas de gestión y de existencia propia, tanto en sus relaciones con otros organismos semejantes como con los particulares para asegurar la ejecución de su misión.
También se puede entender como la disciplina encargada del manejo científico de los recursos (racionalización de los recursos) y de la dirección del trabajo humano enfocada a la satisfacción del interés público, entendido este último como las expectativas de la colectividad.

### Conceptos de administración pública
Es la acción del Gobierno al dictar y aplicar las disposiciones necesarias para el cumplimiento de las leyes y para la conservación y fomento de los intereses públicos y a resolver las reclamaciones a lo que dé lugar lo mandado. Es el conjunto de organismos encargados de cumplir esta función.
La administración pública, en tanto estructura orgánica, es una creación del Estado, regulada por el derecho positivo y como actividad constituye una función pública establecida por el ordenamiento jurídico nacional. Pero tanto la organización como la función o actividad reúnen, además, caracteres técnico políticos, correspondientes a otros campos de estudio no jurídicos, como los de la teoría de la organización administrativa y la ciencia política. Por lo tanto la noción de la Administración pública dependerá de la disciplina o enfoques principales de estudio (el jurídico, el técnico o el político), en virtud de no existir, como ya lo hemos señalado, una ciencia general de la administración pública capaz de armonizar y fundir todos los elementos y enfoques de este complejo objeto del conocimiento.
La Administración pública es la organización que tiene a su cargo la dirección y la gestión de los negocios estatales ordinarios dentro del marco de derecho, las exigencias de la técnica y una orientación política.
En los términos de la clásica definición de Charles-Jean Baptiste Bonnin, formulada a inicios del siglo XIX, la Administración pública es «la que tiene la gestión de los asuntos respecto a las personas, de los bienes y de las acciones del ciudadano como miembro del Estado, y de su persona, sus bienes y sus acciones como incumbiendo al orden público».
Años después, se ha dicho que la administración pública es parte del poder ejecutivo y se ve regulada por el derecho administrativo, tanto en su estructura y organización como en su actividad o funcionamiento. Sin embargo, cabe aclarar que no todo el poder ejecutivo es administración pública y que la inserción de esta en el ámbito del poder ejecutivo no impide que también se ubique, en menor medida, en las esferas del poder legislativo y del poder judicial, lo mismo que en los organismos constitucionales autónomos. En suma, no todo el poder ejecutivo es administración pública, ni toda la administración pública se sitúa en el área del poder ejecutivo.
Se puede entender la administración pública como el conjunto de áreas del sector público del Estado que, mediante el ejercicio de la función administrativa, la prestación de los servicios públicos, la ejecución de las obras públicas y la realización de otras actividades socioeconómicas de interés público trata de lograr los fines del Estado.
Marshall Dimock afirmaba: «La Administración pública tiene relación con los problemas del Gobierno, es que está interesada en conseguir los fines y los objetivos del Estado. La administración pública es el Estado en acción, el Estado como constructor».
La administración pública está caracterizada por atributos propiamente estatales. Dicha administración, por principio, es una cualidad del Estado y solo se puede explicar a partir del Estado. Tal aseveración es aplicable a todas las organizaciones de dominación que se han sucedido en la historia de la humanidad, pero para nuestro caso, es suficiente con ceñirnos al Estado tal y como lo denominó Maquiavelo tiempo atrás: «los estados y soberanías que han existido y tienen autoridad sobre los hombres, fueron y son, o repúblicas o principados».
Es el subsistema instrumental del sistema político compuesto por un conjunto de interacciones, a través de las cuales se generan las normas, los servicios, los bienes y la información que demanda la comunidad, en cumplimiento de las decisiones del sistema político. La Administración pública constituye siempre un instrumento que, al menos formalmente, se encuentra al servicio de fines ulteriores: aquellos que una sociedad históricamente determina por medio de su instancia gubernamental y que considera como políticamente valiosos.

## Elementos de la administración pública
Jurídicamente, el concepto de Administración pública se usa más frecuentemente en sentido formal, el cual en palabras de Rafael Bielsa, no denota una persona jurídica, sino un organismo que realiza una actividad del Estado. En este sentido, si se dice «responsabilidad de la Administración», se quiere significar que el acto o hecho de la Administración es lo que responsabiliza al Estado. Así pues, en realidad es el Estado la parte en juicio, a ese título tiene la Administración pública el privilegio de lo contencioso administrativo.
Actualmente el modelo de Administración habitual es el modelo burocrático descrito por Max Weber. Se basa en la racionalidad instrumental y en el ajuste entre objetivos y medios. 
La Administración posee una serie de prerrogativas que la colocan en una posición superior a la del administrado. Entre dichos poderes destacan: la interpretación unilateral de contratos, la capacidad ejecutiva de los actos administrativos (por ejemplo, el cobro de multas por el procedimiento de apremio). Es decir, los actos de la Administración deben cumplirse, son obligatorios, y la Administración está autorizada para imponerlos unilateralmente a los particulares. Por último, el sometimiento a una jurisdicción especializada, la jurisdicción Contencioso-Administrativa.

## Nueva gestión pública
Es una serie de reformas administrativas que involucran una gestión por objetivos que usa indicadores cuantitativos, uso de la privatización, separación entre clientes y contratistas, la desintegración de instituciones administrativas tradicionales, el enfoque del Estado como productor de servicios públicos, uso de incentivos en salarios, costos reducidos y mayor disciplina presupuestaria. Usa la evaluación como instrumento para mejorar el proceso.
La nueva gestión pública tiene cuatro métodos:
- La delegación de la toma de decisiones en jerarquías inferiores como agencias operativas, organismos regionales y gobiernos subnacionales, pues estos están más próximos al problema y tienen objetivos más claros.
- Una orientación hacia el desempeño que comienza desde los insumos y el cumplimiento legal hasta los incentivos y los productos.
- Un mayor orientación hacia el cliente bajo las estrategias de informar y escuchar al cliente para comprender lo que quieren los ciudadanos y responder con buenos servicios.
- Una mayor orientación de mercado, aprovechando los mercados o cuasi-mercados (a través de contratos de gestión y personal), la competencia entre los organismos públicos, el cobro entre los organismos y la externalización, mejoran los incentivos orientados al desempeño.[9]

Así, la dirección de las reformas sería:
- Una ordenación más estratégica de las políticas públicas.
- Separadora del diseño de las políticas de la implementación, o el financiamiento de la provisión.
- Un sistema de gestión financiera que haga énfasis en los resultados, entregue un costeo completo, contabilice todos los insumos y los productos, y que al mismo tiempo descentralice los controles de gastos ex ante; comúnmente, los controles se hacen menos específicos (categorías presupuestarias más amplias, por ejemplo) y no se eliminan los controles externos, sino que se cambian de ex ante a ex post.
- Un sistema de personal descentralizado que ponga mayor énfasis en la gratificación por el desempeño.[10]

Para mejorar la eficiencia y transparencia de los gobiernos de América Latina y el Caribe, la Organización para la Cooperación y el Desarrollo Económico y el Banco Interamericano de Desarrollo crearon 45 indicadores clave para medir aspectos de la gestión pública, incluyendo las finanzas públicas y la economía, el empleo público, el papel y la influencia del centro de gobierno, la política y la gobernanza regulatoría, el gobierno abierto y digital y la contratación pública.

## Administración electrónica
La e-Administración o Administración electrónica, hace referencia a la incorporación de las tecnologías de la información y las comunicaciones en dos vertientes: desde un punto de vista intraorganizativo transformar las oficinas tradicionales, convirtiendo los procesos en papel, en procesos electrónicos, con el fin de crear una oficina sin papeles y desde una perspectiva de las relaciones externas habilitar la vía electrónica como un nuevo medio para la relación con el ciudadano y las empresas. Es una herramienta con un elevado potencial de mejora de la productividad y simplificación de los diferentes procesos del día a día que se dan en las diferentes organizaciones.
La definición de la Comisión Europea de la Unión Europea es la siguiente: «La Administración electrónica es el uso de las TIC en las AAPP, combinado con cambios organizativos y nuevas aptitudes, con el fin de mejorar los servicios públicos y los procesos democráticos y reforzar el apoyo a las políticas públicas».
Su principal herramienta ha sido Internet como medio de acceso para los ciudadanos en su relación por la vía electrónica con la Administración. Los beneficios, tanto en eficacia y eficiencia, son de una envergadura que la Administración electrónica se ha convertido en una de las estrategias claves de las políticas de la mayoría de los países avanzados, ya que es posiblemente el elemento con el mayor potencial de impacto y de transformación en los procesos de modernización administrativa.
Esto significa en definitiva, como se resume en el Manual Práctico de Supervivencia en la Administración electrónica, que «se quiere menos burocracia, muchísimo menos, no una burocracia por Internet».

## Situación por países

### Argentina
La Administración Pública de la Argentina es el conjunto de organismos estatales que prestan servicios a los habitantes y realizan las funciones administrativas del Estado argentino. En general abarca a los distintos entes y dependencias que integran el Poder Ejecutivo Nacional (PEN), y los poderes ejecutivos provinciales y de la Ciudad Autónoma de Buenos Aires, así como las administraciones municipales. 
El concepto de Administración pública es impreciso y suele ser usado con diversos alcances. En la Argentina, la Administración pública no incluye el poder legislativo ni el poder judicial. Tampoco abarca las empresas estatales ni entes privados que prestan servicios públicos. Incluye en cambio a las entidades públicas descentralizadas y las especializadas, como los centros de enseñanza, hospitales y museos. En principio, las Fuerzas Armadas integran la Administración pública, aunque poseen un régimen especial. 
En 2006, los empleados públicos en las 23 provincias y la Ciudad de Buenos Aires eran de 1 465 548. Por su parte, la Administración Pública Nacional tenía empleados en el primer trimestre de 2007 a 299 377 personas. En la misma época, la población económicamente activa era de aproximadamente 17 000 000.

### Chile
La Administración Pública Chilena comprende el conjunto de órganos y servicios que ejercen funciones administrativas bajo la autoridad del Estado, con el propósito de satisfacer necesidades colectivas, garantizar derechos, y ejecutar políticas públicas. Su estructura está definida en la Constitución Política de la República de Chile y en un conjunto de leyes y reglamentos que regulan su funcionamiento, organización y control.

#### Estructura y organización
El aparato administrativo chileno se divide entre la Administración Central y la Administración Descentralizada:
- Administración Centralizada: Incluye los ministerios y servicios dependientes del Presidente de la República, como subsecretarías y otras instituciones, las cuales actúan con la personalidad jurídica y patrimonio del fisco.[16]
- Administración Descentralizada: Comprende organismos con personalidad jurídica y patrimonio propio, como la mayoría de servicios públicos, las municipalidades y los gobiernos regionales. Estos órganos poseen cierto grado de autonomía administrativa y financiera. Actúan con personalidad jurídica y patrimonio propio.[17]

Además, el país se organiza territorialmente en regiones, provincias y comunas, lo que da lugar a una estructura de gestión descentralizada a través de los gobiernos regionales y las municipalidades.

#### Funciones principales
La Administración Pública en Chile tiene como funciones esenciales:
- Ejecutar las leyes y políticas públicas;
- Proveer bienes y servicios públicos;
- Promover el desarrollo económico, social y territorial;
- Fiscalizar el cumplimiento normativo en diversos sectores (medio ambiente, salud, trabajo, etc.);
- Gestionar recursos humanos y financieros del Estado.[19]

#### Reforma y modernización
Desde la década de 1990, Chile ha impulsado diversos procesos de reforma del Estado y modernización de la gestión pública, destacando iniciativas como:
- La profesionalización del empleo público (Alta Dirección Pública);[20]
- El desarrollo de plataformas de gobierno digital y transparencia activa;[21]
- La implementación de sistemas de planificación estratégica y control de gestión;[22]
- El fortalecimiento de mecanismos de participación ciudadana.[23]

Estas reformas han buscado mejorar la eficiencia, eficacia, transparencia y legitimidad del aparato estatal, así como aumentar la confianza ciudadana en las instituciones públicas.

#### Control y fiscalización
La actividad administrativa está sujeta a control por parte de distintos órganos, como:
- La Contraloría General de la República de Chile: ejerce el control de legalidad y auditoría sobre los actos de la administración.[24]
- El Poder Judicial de Chile: puede conocer de los actos administrativos mediante recursos como la acción de protección y reclamaciones judiciales.
- El Congreso Nacional de Chile: ejerce control político a través de comisiones fiscalizadoras y acusaciones constitucionales.[25]
- La ciudadanía y la sociedad civil: mediante mecanismos de participación, acceso a la información pública y la labor de organizaciones sociales.[26]

#### Participación ciudadana
En los últimos años, ha cobrado relevancia la participación de la ciudadanía en la gestión pública, a través de instancias como los Consejos de la Sociedad Civil (COSOC), consultas públicas y audiencias ciudadanas. Instrumentos normativos como la Ley N.º 20.500 sobre Asociaciones y Participación Ciudadana en la Gestión Pública han promovido una interacción más abierta entre el Estado y la sociedad civil.

### España
Según el artículo 103 de la Constitución, la Administración Pública de España sirve con objetividad a los intereses generales y actúa de acuerdo con los principios de eficacia, jerarquía, descentralización, desconcentración y coordinación, con sometimiento pleno a la ley y al Derecho.
A nivel territorial, la Constitución de 1978 divide la Administración pública en tres niveles como consecuencia de la definición de estado fuertemente descentralizado:
- Administración General del Estado: es la administración central de todo el Estado español (artículos 97 y ss. de la CE) encargada de llevar a la práctica el programa del Gobierno y de satisfacer los intereses generales.
- Administración autonómica: compuesta por todos aquellos organismos que gestionan competencias atribuidas total o parcialmente a las regiones de España (artículos 137 y ss. de la CE).
- Administración local: comprende las competencias transferidas a municipios, diputaciones provinciales o forales y cabildos insulares (artículos 140 y ss. de la CE).

La pluralidad de administraciones públicas en España se completa con las administraciones no territoriales que desarrollan actividades concretas con potestades limitadas. Las corporaciones:  colegios profesionales, Cámaras de Comercio, Industria y Navegación, cofradías de pescadores, federaciones deportivas, etc. Las instituciones: fundaciones públicas, organismos autónomos y entidades públicas empresariales. Y las administraciones independientes: Banco de España, Comisión Nacional del Mercado de Valores, Universidades, etc.

## Porcentaje de empleados públicos por país
| Porcentaje de empleados públicos sobre el total de la fuerza de trabajo por país (2005) | Porcentaje de empleados públicos sobre el total de la fuerza de trabajo por país (2005) | Porcentaje de empleados públicos sobre el total de la fuerza de trabajo por país (2005) |
| País                                                                                    | %                                                                                       |                                                                                         |
| --------------------------------------------------------------------------------------- | --------------------------------------------------------------------------------------- | --------------------------------------------------------------------------------------- |
| Noruega                                                                                 | 32                                                                                      |                                                                                         |
| Suecia                                                                                  | 28                                                                                      |                                                                                         |
| Francia                                                                                 | 22                                                                                      |                                                                                         |
| Finlandia                                                                               | 21                                                                                      |                                                                                         |
| Hungría                                                                                 | 19                                                                                      |                                                                                         |
| Bélgica                                                                                 | 17                                                                                      |                                                                                         |
| Inglaterra                                                                              | 17                                                                                      |                                                                                         |
| Canadá                                                                                  | 15                                                                                      |                                                                                         |
| Eslovaquia                                                                              | 15                                                                                      |                                                                                         |
| Estados Unidos                                                                          | 14                                                                                      |                                                                                         |
| Australia                                                                               | 14                                                                                      |                                                                                         |
| Portugal                                                                                | 13                                                                                      |                                                                                         |
| Polonia                                                                                 | 13                                                                                      |                                                                                         |
| Países Bajos                                                                            | 13                                                                                      |                                                                                         |
| Australia                                                                               | 13                                                                                      |                                                                                         |
| España                                                                                  | 13                                                                                      |                                                                                         |
| México                                                                                  | 10                                                                                      |                                                                                         |
| Alemania                                                                                | 10                                                                                      |                                                                                         |
| Austria                                                                                 | 10                                                                                      |                                                                                         |
| Turquía                                                                                 | 9                                                                                       |                                                                                         |
| Suiza                                                                                   | 6                                                                                       |                                                                                         |
| Corea del Sur                                                                           | 5                                                                                       |                                                                                         |
| Japón                                                                                   | 5                                                                                       |                                                                                         |
| Fuente: OCDE.                                                                           |                                                                                         |                                                                                         |